# Ordem de Gagarin
A Ordem de Gagarin (em russo: Орден Гагарина; tr. Orden Gagarina) é uma condecoração estatal da Federação Russa, criada para reconhecer contribuições excepcionais ao avanço do programa espacial russo e soviético. Foi estabelecida pelo Decreto Presidencial nº 385, de 27 de maio de 2023.

## História

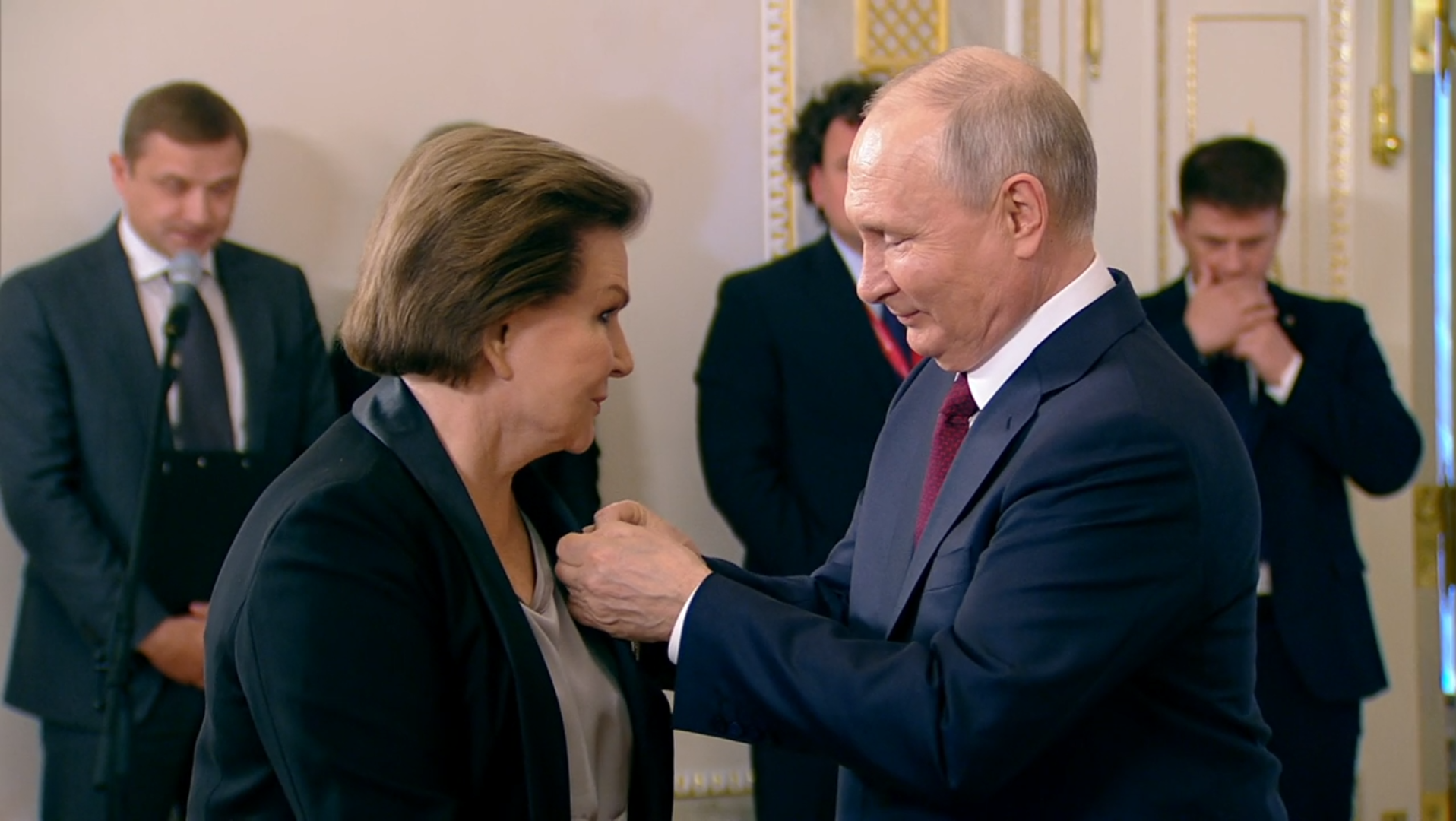
Vladimir Putin concede a Valentina Tereshkova a Ordem de Gagarin, 16 de junho de 2023

O O cosmonauta soviético Iuri Gagarin foi o primeiro ser humano a realizar um voo espacial; em 12 de abril de 1961, a bordo da nave Vostok-1, ele orbitou a Terra em 1 hora e 48 minutos, retornando em segurança ao planeta.
Em 12 de abril de 2023, o diretor-geral da corporação estatal Roscosmos, Iuri Borisov, anunciou que o presidente da Rússia, Vladimir Putin, aprovou a proposta de criar uma ordem em homenagem ao primeiro cosmonauta do mundo, Iuri Gagarin. A Ordem foi oficialmente instituída pelo decreto presidencial de 27 de maio de 2023.
A primeira pessoa a receber a Ordem de Gagarin foi Valentina Tereshkova, a primeira mulher a ir ao espaço. Ela foi condecorada por decreto presidencial nº 442, de 16 de junho de 2023, “por méritos excepcionais na exploração do espaço, coragem e dedicação demonstradas durante o voo histórico tripulado, além de sua atuação pública e internacional”. Na mesma data, Vladimir Putin entregou a condecoração pessoalmente durante um encontro no Palácio de Constantino, em São Petersburgo.
Putin destacou: “Recentemente foi criada a Ordem de Iuri Gagarin. Sei que Iuri Alekseevich teve um papel importante na sua vida — como responsável pelos voos, participou da decisão final sobre quem seria a primeira mulher cosmonauta. Vocês tinham uma relação próxima, profissional e de amizade. E, se criamos uma ordem com o nome dele — que será entregue a indivíduos e equipes que alcançarem resultados notáveis na exploração espacial —, é justo que a condecoração número um seja entregue a você”. A homenagem também marcou os 60 anos do voo de Tereshkova ao espaço.

## Estatuto
De acordo com o estatuto aprovado pelo Decreto Presidencial da Federação Russa nº 385, de 27 de maio de 2023, a Ordem de Gagarin é concedida a cidadãos russos:
- pela realização bem-sucedida de voo espacial tripulado ou pela execução de programas de voos tripulados voltados à exploração e uso do espaço;
- por méritos excepcionais na organização e implementação bem-sucedida de missões espaciais e programas espaciais de pesquisa e exploração do espaço;
- por contribuições destacadas na implementação da política estatal na área de atividades espaciais, inclusive em prol da defesa e segurança da Federação Russa;
- por méritos relevantes no desenvolvimento, produção, testes e operação segura de tecnologia aeroespacial, criação e aplicação de novas tecnologias e realização de pesquisas científicas eficazes;
- por relevantes contribuições na formação de quadros científicos e técnico-engenheirais.

A Ordem também pode ser concedida a cidadãos estrangeiros por participação efetiva na cooperação internacional com a Rússia no campo da exploração espacial, bem como a coletivos de organizações (independentemente do tipo de propriedade) por conquistas significativas no desenvolvimento da cosmonáutica russa, na implementação da política estatal em atividades espaciais e no fortalecimento da defesa e segurança da Rússia no espaço.
A insígnia da Ordem é usada no lado esquerdo do peito, posicionada após a Ordem da Santa Grande Mártir Catarina, caso haja outras condecorações russas. Para ocasiões especiais ou uso cotidiano com roupas civis, é prevista uma versão miniatura da insígnia, também usada após a miniatura da Ordem da Santa Grande Mártir Catarina. No uniforme, a fita da Ordem de Gagarin é colocada após a fita da Ordem da Santa Grande Mártir Catarina. Em trajes civis, usa-se uma roseta com a fita da Ordem de Gagarin, também no lado esquerdo do peito.

## Descrição

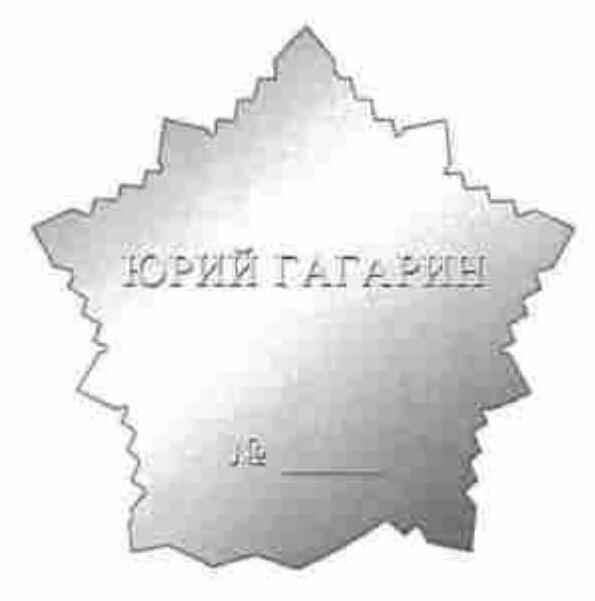
O reverso do emblema da ordem

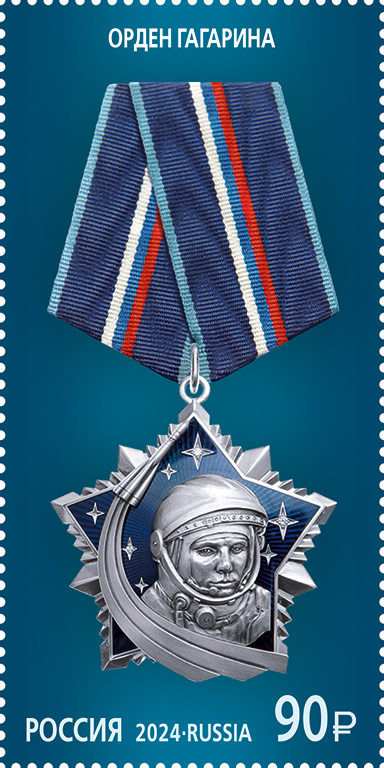
Ordem de Gagarin em um selo postal russo de 2024

A insígnia da Ordem de Gagarin é feita de prata esmaltada. Tem a forma de uma estrela de cinco pontas com raios prateados ao fundo. A estrela é coberta por esmalte azul, representando simbolicamente o céu estrelado, com três estrelas decoradas com fianitas (pedras sintéticas).
No centro da estrela há um retrato em busto de Iuri Gagarin usando capacete espacial, voltado ligeiramente para a direita. Do raio inferior direito até o superior central, há uma representação simbólica de um foguete em decolagem, com uma longa trilha. A distância entre os extremos opostos da estrela é de 44 mm. No verso da insígnia estão a inscrição em relevo "IURI GAGARIN" (em russo: «ЮРИЙ ГАГАРИН») e o número de série da condecoração.
A insígnia é presa por uma argola a uma base pentagonal coberta por uma fita de seda moiré azul, com listras verticais nas cores da bandeira da Rússia ao centro e faixas azul-claro nas bordas. A fita tem 24 mm de largura; as listras da bandeira russa e as faixas azul-claro têm 2 mm cada.
A miniatura da insígnia também é usada sobre uma base. A estrela da miniatura tem 15,4 mm entre os extremos opostos; a base mede 19,2 mm de altura, 10 mm na parte superior, 16 mm nas laterais e 10 mm nos lados inferiores. Em uniforme, usa-se uma fita de 24 mm de largura montada sobre uma barra de 8 mm de altura. Na versão com roseta usada em roupas civis, há uma miniatura metálica esmaltada da insígnia fixada no centro. A estrela tem 13 mm de largura e a roseta, 15 mm de diâmetro.